# Aloe gillettii
Aloe gillettii é uma espécie de liliopsida do gênero Aloe, pertencente à família Asphodelaceae.